# Головина (Тюменская область)
Головина — деревня в Тюменском районе Тюменской области России. Входит в состав Онохинского муниципального образования. Основана в 1788 году Ф. Головином, где вокруг реки Пышма был построен спиртзавод.

## География
Деревня Головина находится на юго-западе Тюменской области, в пределах юго-западной части Западно-Сибирской низменности, на расстоянии примерно 20 километров (по прямой) к югу от города Тюмени — административного центра области и района, на берегу реки Пышмы. Абсолютная высота — 85 метров над уровнем моря.

### Климат
Климат резко континентальный, с холодной продолжительной зимой и тёплым относительно коротким летом. Среднегодовая температура — 0,7 °C. Средняя температура воздуха самого холодного месяца (января) — −17,2 °C (абсолютный минимум — −46 °C); самого тёплого месяца (июля) — 17,8 °C (абсолютный максимум — 39 °С). Безморозный период длится 121 день. Среднегодовое количество атмосферных осадков составляет 470 мм, из которых 365 мм выпадает в тёплый период. Продолжительность залегания снежного покрова составляет в среднем 151 день.

### Часовой пояс
Деревня Головина, как и вся Тюменская область, находится в часовой зоне МСК+2. Смещение применяемого времени относительно UTC составляет +5:00.

## Население
| 2002 | 2010 | 2021 |
| ---- | ---- | ---- |
| 186  | ↗270 | ↗349 |

## Инфраструктура
В деревне 32 улицы. Имеется магазин на улице Мира.